# موبارا، چیبا
موبارا، چیبا از شهرهای استان چیبا ژاپن است که جمعیت آن در ۱ ژانویه ۲۰۰۸۹۳٬۰۳۲ نفر بوده‌است.